# 日本社会党
日本社会党（にっぽんしゃかいとう、にほんしゃかいとう、英語: The Social Democratic Party of Japan、Japan Socialist Party、略称: JSP）は、1996年まで存在していた日本の政党。日本国の社会主義国家化を掲げた革新政党である。1996年（平成8）1月19日以降は、党名を社会民主党へと変更して存続している。
略称は社会党、社会。新聞やメディアでは民社党と混同しないよう社党と記される場合もある。
1945年11月2日、新生日本を社会主義によって切り開いていくべく、第二次世界大戦中に身を潜めていた社会大衆党を中心とする戦前の無産政党や労働運動関係者、社会運動家らが安部磯雄らに呼応して結集し結成された。
1960年1月に党内の右派の一部が離党し、民主社会党（のちの民社党）を結成した。1977年に江田三郎が社会主義協会派(党内左派)によって、同党副委員長を解任された後に離党し、社会市民連合（後の社会民主連合）を結成した。
1996年1月に社会党は社会民主党へと改名したが、同年10月には所属議員の大半が民主党へ移籍した。この際には、横路孝弘・赤松広隆・輿石東・鉢呂吉雄ら社会党時代からの議員だけでなく、社民党での新人当選者や、支持母体の多くも民主党に合流した。
全日本自治団体労働組合（自治労）、日本教職員組合（日教組）等の官公庁労働組合（官公労）を中心とした日本労働組合総評議会（総評）が最大の支持基盤とであった。これらの支持基盤は民主党を経て、立憲民主党、社会民主党や新社会党等に引き継がれた。
2022年参院選へ鉢呂(立憲民主党)が不出馬を決めたことで、日本社会党に在籍歴のある国会議員は0となった。しかし、党の系譜としては社民党や、民主党・立憲民主党の旧社会党系議員らでつくる「サンクチュアリ」に継続している。

## 歴史

### 結党から片山内閣へ
1945年11月2日、第二次世界大戦前の非共産党系の合法社会主義勢力が大同団結する形で、西尾末広、平野力三、水谷長三郎らが中心となり、日本社会党は結成された。日比谷公会堂で行われた結党大会で片山哲が書記長に選出された。委員長は空席とされた。婦人部長には赤松常子が就任した。

#### 当時の党内派閥
日本社会党は右派の社会民衆党（社民）系、中間派の日本労農党（日労）系、左派の日本無産党（日無）系などが合同したもので、右派、中間派は民主社会主義的な社会主義観を、左派は労農派マルクス主義的な社会主義観をもち、後に分裂して民主社会党（後の民社党）を結成していく右派は反共主義でもあった。日労系の中心的メンバーは、戦前、社会主義運動の行き詰まりを打開するために、天皇を中心とした社会主義の実現を求めて軍部に積極的に協力し、護国同志会出身者を中心に、大政翼賛会への合流を推進した議員が多かった。一方、左派は天皇制打倒を目指そうとした者が多かった。
結党当初、党名は「日本社会党」か「社会民主党」かで議論となり、日本語名を「日本社会党」、英語名称を「Social Democratic Party of Japan」（SDPJ、直訳は日本社会民主党）とすることで決着した。後に左派が主導権を握るにつれ次第に「Japanese Socialist Party」（JSP、直訳は日本社会党）の英語名称が使われるようになった。その後再び右派の発言力が強くなり社会民主主義が党の路線となると、SDPJの略称が再確認された。
このように社民系、日労系、日無系の3派の対立を戦前から引きずり、たびたび派閥対立を起こした。社会党結成に加わった左派の荒畑寒村は後に「社会主義とはまるで縁のない分子と、情実と、便宜のために作られたに過ぎなかった」と評しており、事実として結成懇談会では社会主義について全く触れられてはいなかった。ただこの派閥対立は後述するように1959年の右派（後の民社党）離脱とベ平連運動後は自衛隊と日米安保への賛否の対立はなくなっていくこととなり、この2つには反対で一致して行き、マルクス・レーニン主義か社会民主主義かを巡るものに収斂していった。
なお、日労系は戦争に協力したとして、指導者の多くが公職追放され、結党当初は影響力を持つことが出来なかった。革新華族として知られた徳川義親侯爵など名望家を担ぐ思惑から、当初は委員長は空席とされ、初代の書記長に片山哲が就任した（後に委員長に就任）。

### ポツダム宣言受託以後
ポツダム宣言受諾により、大日本帝国憲法の改正が必要になると、各党から改憲案が出され、社会党も1946年2月23日「社會黨 憲法改正要綱」を発表した。民間の憲法研究会案の作成にも加わった高野岩三郎、森戸辰男等が起草委員となったが、3派の妥協の産物といえる内容だった。社会主義経済の断行を宣言する一方、天皇制を存置する代わりに実権を内閣と議会に移す、国民の生存権を保証し、労働を義務とするなど、社会主義を別にすれば、実際にできた新憲法にかなり近い内容であった。また、新憲法第25条の「健康で文化的な最低限度の生活を営む権利」の規定および、27条で「休息」に言及したのは、帝国議会の審議で社会党の主張が反映された修正という。社会党案の独自性としては、社会主義経済を明記してあるほか、国民投票による衆議院解散、内閣総辞職を可能にし、直接民主制の要素を強めていること、議会を通年とすること、死刑廃止を明記したことなどが挙げられる。

### 日本国憲法下における初選挙
新憲法下最初の総選挙である1947年第23回総選挙で比較第1党となり、その結果民主党・国民協同党との3党連立内閣である片山内閣が成立したが、右派の重鎮であった平野力三農相の公職追放を巡って右派の一部が社会革新党を結成して脱党したり、党内左派が公然と内閣の施政方針を批判したり党内対立はやまず、このため翌1948年に片山内閣は瓦解した。
西尾末広内閣官房長官は左派の入閣を認めず、左派は事実上の党内野党となっていた。それに続く芦田内閣でも社会党は与党となり、左派の一部も入閣したが、最左派の黒田寿男ら6人が予算案に反対して除名されるなど、最右派と最左派を切り捨てる結果になった。昭和電工事件で芦田や西尾副総理が逮捕されると下野に追い込まれた。12月3日、除名された黒田らは労働者農民党を結成。1949年1月の第24回総選挙では、48名に激減して委員長の片山も落選した。
総選挙敗北後の第4回大会で、国民政党か階級政党かをめぐって森戸辰男と稲村順三との間でおこなわれた森戸・稲村論争は、その後の左右対立の原型となった。なおこの時には、社会党の性格は「階級的大衆政党」と定義されて、決着した。1949年8月には、さらに左派から足立梅市らが除名され、社会党再建派を組織した。

### 左右の一時分裂と総評の結成
1950年（昭和25年）1月16日、社会党左派と社会党右派の対立激化で一旦分裂する。この時には75日後の4月3日の党大会にて統一し、対立は収まったに見えた。
左右両派が対立するなか、1950年（昭和25年）に日本労働組合総評議会（総評）が結成されていた（武藤武雄議長、島上善五郎事務局長）。総評は労働組合から日本共産党の影響を排除しようとするGHQの肝いりで結成された。

### 講和条約賛否を巡る党内対立
党内右派の目指す「社会主義」は英国労働党のような民主社会主義であり、党内左派の目指す「社会主義」はソ連・中国のようなマルクス・レーニン主義の体制国家だった。ソ連・中国も含めた「全面講和」を要求した社会党は、両国ら東側諸国を除いた「多数講和」という、日本国の自由主義陣営入りを受け入れるべきかどうかで党内が対立した。当時の社会党委員長は左派の鈴木茂三郎であり、全面講和・中立堅持・(在日米軍)軍事基地反対「講和3原則」を唱えていた。党内左派はソ連ら東側諸国を除いた単独講和論に否定的であり、全面講和論を唱えた。逆に党内右派は日米安保条約には反対するものの単独講和論へ賛成であり、党内対立の原因の一つとなった。西村栄一(後に民社党)ら千島列島全島・南樺太の領有権も主張していた
サンフランシスコ講和条約への賛否を巡って再び左右両派が対立し、1951年（昭和26年）10月24日再分裂する。
しかし、国内で再軍備論争が過熱するようになると、総評内では再軍備反対派が台頭し、第二回大会では「平和四原則」（全面講和・中立堅持・軍事基地反対・再軍備反対）が決定された。第二代事務局長の高野実も反米・反政府の姿勢を強めた。1951年（昭和26年）には山川均・大内兵衛・向坂逸郎など戦前の労農派マルクス主義の活動家が中心となって社会主義協会が結成されるなど、その後社会党を支える組織的、理論的背景がこの頃に形成されていった。この西欧社会民主主義と異なる日本社会党の性格を、日本型社会民主主義と呼ぶ見解もある。

### 左派優位体制の確立
1951年（昭和26年）、分裂直前に委員長に就任した鈴木茂三郎は「青年よ再び銃をとるな」と委員長就任演説で訴え、非武装中立論を唱えた。この考え方は厭戦感情の強かった当時の若者などにアピールして、分裂以後も非武装中立論を唱えた左派社会党は党勢を伸ばした。左派社会党躍進の背景には、総評の支援もあった。一方、右派社会党は再軍備に積極的な西尾末広と消極的な河上丈太郎の対立もあって、再軍備に対して明確な姿勢を打ち出すことが出来ず、さらに労組の支援も十分にうけられなかったために伸び悩んだ。こうして、左派優位の体制が確立した。この間、1952年（昭和27年）には、社会革新党の後身である協同党が右派に合流している。
左派社会党は1954年（昭和29年）に、向坂逸郎らが作成に関与し社会主義革命を明記した綱領（左社綱領）を決定した。作成の過程で清水慎三から民族独立闘争を重視した「清水私案」が提出されたが、綱領委員会で討議の結果否決された。左社綱領は、労農派マルクス主義の主張が体系的に述べられたものであったが、左右社会党が再統一を果たすと、折衷的な内容の綱領である「統一社会党綱領」がつくられた。
社会党、特に左派は再軍備反対と共に、護憲を公約に掲げるようになった。1955年（昭和30年）の第27回総選挙では、左右社会党と労農、共産の4党で、改憲に必要な2/3議席獲得を阻止する1/3の議席を確保したため注目された。
日本国憲法は社会党案に近い内容で、そのため制定当初から社会党は好意的であった。しかし、左派には社会主義憲法の制定、天皇制廃止を求める意見があり、一方の右派には再軍備賛成など、いずれも改憲が必要となる意見が存在した。そのため、左派は護憲派と名乗りながら実際の憲法の内容を必ずしも支持せず、逆に右派で後に分裂して民社党を結党していく勢力は、次第に明文・解釈改憲 に傾いていった。

### 再統一と60年安保闘争・三池争議

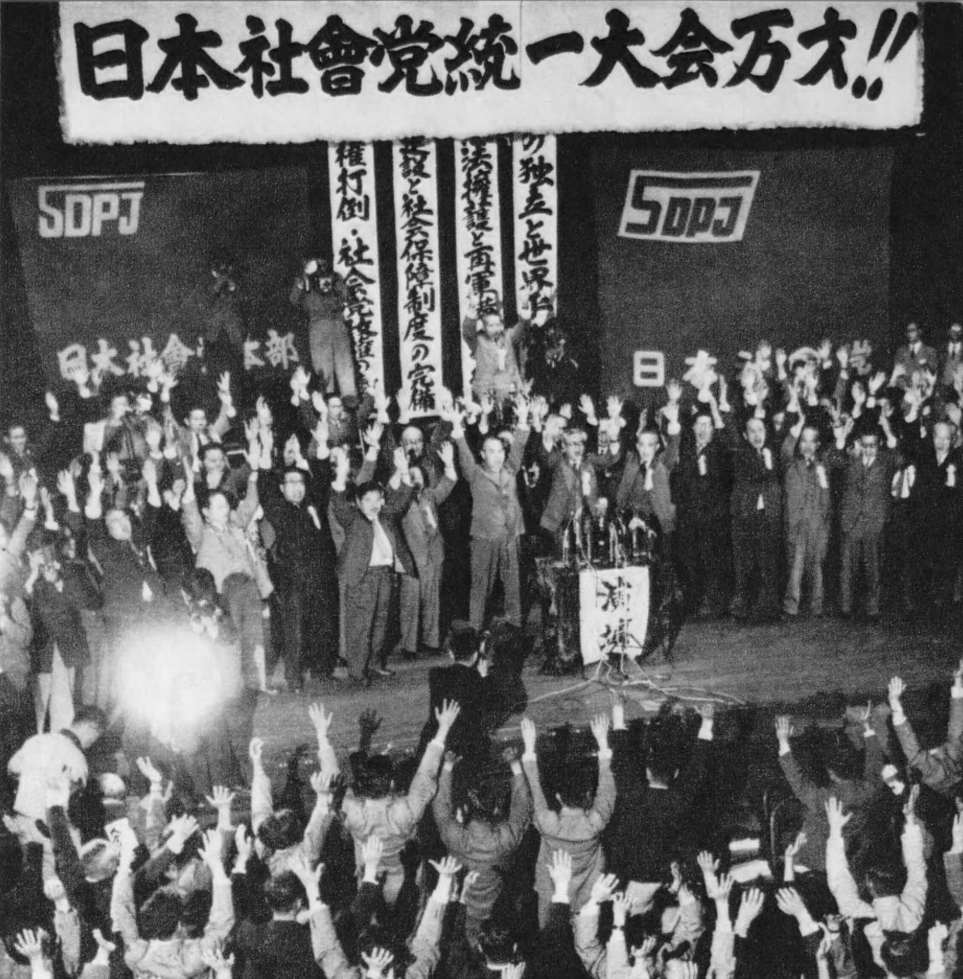
1955年10月13日、左右両派は党大会を開き、社会党再統一を果たした。

1955年10月13日、左右両派は神田共立講堂で党大会を開き社会党再統一を果たした（鈴木茂三郎委員長・浅沼稲次郎書記長）。1950年代の躍進により、再統一時の社会党の衆議院での議席は156にまで拡大した。同年11月には保守合同で自由民主党が結成され、両党を合わせて55年体制とも呼ばれるようになった。
当時は二大政党制を理想とする考え方が強く、社会党自身も政権獲得は間近いと考えていた。1956年3月には、最高裁判所機構改革に並行し、違憲裁判手続法の法案を衆議院法務委員会へ提出した。また、7月の第4回参議院選挙では、自民61議席に対し、社会49議席と健闘した。そのため、社会党の総選挙にかける期待は大きかった。
1957年1月には労働者農民党が合流し、ようやく社会党勢力の分裂は完全に解消された。この時点で衆議院160議席となっていた。
しかし、1958年の第28回総選挙では社会166、自民287と保守の議席に迫ることができなかった。得票数は伸びたが、保守合同で候補者の乱立を抑えた自民の前に伸び悩んだのである。ただし、後から見れば社会党にとっては最高記録であり、また唯一社会党単独で1/3を超す議席を獲得した選挙だった。
1959年第5回参議院選挙では東京選挙区で公認候補が全滅するなど党勢が伸び悩んだ。最右派の西尾末広は、階級政党論、容共、親中ソ路線が敗因と批判した。さらに、安保改定に反対するなら安保条約に代わる安全保障政策を明確にすること、安保改定阻止国民会議の主導権を総評から社会党に移し、国民会議から共産党を追放するよう要求した。逆に、総評の太田薫と岩井章は、共産党との共闘（社共共闘）を原則にするよう主張し、両者は真っ向から対立した。
これ以前の1956年、総評に批判的な右派労組が全日本労働組合会議（全労会議）を結成し、三井三池争議では会社側と協調する動きを見せるなどした（第二組合、左派から見た御用組合）。全労会議と密接な関係を持っていた西尾末広派と河上丈太郎派の一部は、1959年に相次いで脱党し翌年民主社会党（後の民社党）を結成する。
当時、日米安全保障条約の改定が迫りつつあり、社会党は安保条約の廃棄を争点に政権獲得を狙った。福岡県大牟田市の三井三池争議も泥沼化し、この三池争議と安保闘争を社会党は全精力を傾けて戦うことになる。このなかから、社会党青年部を基礎に社青同（日本社会主義青年同盟）が1960年に結成された。三池争議も労働側に著しく不利な中労委の斡旋案が出されるに至り敗北が決定的となり、新安保条約も結局自然成立してしまった。

### 構造改革論争と「道」の策定
民社党が分裂したものの野党第1党の地位を維持しながら、保守勢力に対する革新勢力の中心として存続した。浅沼稲次郎委員長刺殺事件直後の1960年第29回総選挙では、145議席を獲得。民社党参加者の分を18議席奪い返したが、民社との潰し合いもあり、自民は296議席と逆に議席を増やした。
1958年総選挙直後から、党内では党組織の改革運動が始まり、中心人物の江田三郎は、若手活動家の支持によって指導者の地位を確立した。江田は安保闘争と三池争議挫折の反省から、漸進的な改革の積み重ねによって社会主義を実現しようという構造改革論を提唱するが、江田の台頭に警戒心を抱いた佐々木更三との派閥対立を激化させる結果に終わった。また、佐々木と手を結んだ社会主義協会の発言力も上昇した。党の「大衆化」の掛け声とは裏腹に、指導者たちは派閥抗争に明け暮れ、社会党は専ら「総評の組織力」に依存する体質に陥った。1964年には、社会主義協会の影響が強い綱領的文書「日本における社会主義への道」（通称「道」）が決定され、事実上の綱領となった。「道」は1966年の補訂で、事実上プロレタリア独裁を肯定する表現が盛り込まれた。

### 社民主義への敵視・共産主義への傾斜
社会党は、一応社会民主主義政党による社会主義インターナショナルに加盟していた。（民社党も分裂後に別個に加盟）
しかし、社会党は社民主義については資本主義体制を認めた上の「改良主義」に過ぎないと、左派を中心に非常に敵視した。左派は、現体制の改良ではなく資本主義体制そのものを打倒する革命を志向し、社民主義への転換は資本主義への敗北だと受け止めたのである。民社党の離反による左派勢力増大もあり、残存していた「党内右派」も積極的に社民主義を主張できなくなった。その結果、社会主義インター加盟政党でありながら、ソ連・中国や東欧諸国など東側の共産主義陣営に親近感を示す特異な綱領をもつ政党となった。この間、社会党幹部はソ連や中国に友好訪問を繰り返す一方、アメリカについては、1957年に訪米団を派遣してから18年間も訪米団が派遣されないなど疎遠な関係を続け、共産主義の東側諸国に傾斜した外交政策がとられた。なお、社会主義インターは日本社会党が反対する米国の「ベトナム戦争」を支持したため、社会党はしばらくの間、会費を滞納していたという。しかし退会はしなかった。
この時期、日本共産党が第6回全国協議会（六全協）を開催し、混乱要因であった武装闘争路線を放棄し、ソ連・中国と決別し自主独立路線を採用した。日本共産党は日本社会におけるマイノリティー運動勢力とも一線を引くことになった。そのため、日本共産党から距離を置かれることとなった部落解放同盟や朝鮮総連は、日本社会党との距離を縮めていくことになる。
党内の派閥対立は、民社党として右派が離脱後は安全保障（自衛隊、日米安保を認めるか）を巡るものはほぼ解消され、マルクス・レーニン主義路線の是非を問うものに変わっていった。

### 高度経済成長の党勢停滞・労組への依存深化
この間、1963年の第30回総選挙では前回比1議席減の144議席、1967年第31回総選挙では同4議席減の140議席と、予想に反して社会党の党勢は停滞・微減した。高度経済成長の中、人口の農村から都市への移動は続いており、労働組合を支持基盤とする社会党の議席は本来増加するはずであった。社会党自身も、この時期は政権獲得に必要な過半数の候補者を擁立しなかったものの、後年の長期低落にみられるような候補者数の絞り込みはしていなかった。
社会党議員団の中に、労組への過剰依存に対する懸念がなかったわけではない。1964年には、成田書記長によって、「日常活動の不足、議員党的体質、労組依存」が社会党の弱点として指摘されている。いわゆる「成田三原則」と呼ばれるものであり、停滞克服の一定の努力はした。要するに大衆的基盤の欠如が問題視されたのであるが、この点は以後も結局改善されず、また成田が指摘した三原則の克服は、党官僚の跳梁跋扈や、党活動家の左傾化、議員や議員後援会から党が遊離することなど、後に江田離党問題に浮上するような、世間から社会党が遊離する原因ともなった。更に社会党は、社会変化に適応した政策策定の不十分さと内部の派閥抗争により、結果的に有効な対策を打ち出せなかった。これについて、石川真澄は、新たな都市流入人口は、相当部分が「常時棄権層」に回る一方、一部は公明党や日本共産党など、地域の世話役活動に熱心な政党に吸引され社会党には流入せず、社会党の支持層は、旧支持層の加齢に並行して高齢化していき、都市部では次第に多党化現象が顕著になっていったと指摘している。また、田中善一郎などは、この時期の自民党の候補者減と野党の候補者増で、結果的に野党票が増えたと分析している。

### 都市部得票の退潮による党勢低落
55年体制の成立当初は、社会党は政権獲得を目指したが、地域などへの利益誘導を武器とする自民党の一党優位体制が長く続くなかで、これに対抗するための地域の世話役活動が衰弱し、公明党や共産党に支持基盤を奪われることとなった。さらには中選挙区制のもとで、個々の選挙区の獲得議席を安定化させるために候補者絞り込みを行ってきたため、社会党は議席の現状維持を容認し長期低落傾向を示すようになった。
特に都市部での凋落はひどかった。東京都議会ではその傾向がひどく、1969年東京都議会議員選挙で、公明党に抜かれ第3党となり、1973年東京都議会議員選挙では共産党にも追い抜かれ、第4党に転落した。その一方、地方では自民党と社会党で議席を分け合う構図はほとんど変わらなかった（ただし、圧倒的に自民党の議席が多く、北海道など一定の地盤のある県を除き、2：1以上に議席の格差があった）。後述する革新自治体を都市部に誕生させる実績は残した。
1969年の第32回総選挙では候補者を26人も絞ったが、140から90へと大きく議席を減らす。特に都市部での落ち込みは決定的で、東京都では13から2議席に激減した。この原因について石川真澄は、選挙の投票率が前回から大きく下落し、その下落幅が社会党候補の絶対得票率の下落にほぼ等しいこと、新聞各紙による社会党候補者の当選者数の予想の失敗（朝日新聞はこの選挙での社会党の当選者数を118名前後と予想していた）から、前回選挙までは社会党に投票していた旧来の支持層の多くが棄権し、投票所に行けば社会党候補に投票するはずであった有権者の相当部分が実際には投票所に行かなかった。そのため、社会党候補の得票数が減少し、その結果として各選挙区で当落線上にあった社会党候補の大部分が落選したためであるとの見解を示している。そして、この時に社会党にとって特に不利になるような社会構造の変化が突然起こったわけではない以上、当時の政治的な問題が原因だとしか考えられず、その原因として考えられるのは、この時期に起きた社会主義に幻滅を与える数々の事件（新左翼による暴力的な全国学生闘争/70年安保闘争やそれに伴う内部暴力抗争＝内ゲバ）、中華人民共和国の文化大革命の混乱、チェコスロバキアへのソ連率いるワルシャワ条約機構軍の侵攻（チェコ事件）などについて、社会党がはっきりと批判的な態度を取らず曖昧な態度に終始していたこと、文革やソ連の侵攻について党内には理解を示す動きすらあったことではないかと推測している。また、この時から各種世論調査で「支持政党なし」層が急増することにも注目し、社会党を支持していた層のうち、69年総選挙で一旦棄権した後、社会党支持には戻らず「支持政党なし」に移行した有権者が多数存在していたのではないかとも述べている。逆に、自主独立路線を確立し、ソ連や中国への批判姿勢を強めた日本共産党は、この時期から議席が拡大傾向を示すようになり、社会党の側からも脅威と見られるようになった（これが社共共闘が壊れた理由の一つでもある）。それでも新左翼に対する若年層の支持はそれなりにあったし、中華人民共和国の文化大革命の実態はこの時点ではほとんど知られておらず、「ベトナム戦争はアメリカ帝国主義の不正義性とアジア各国の非ソ連型社会主義の優越性を示すもの」として、社会主義への期待は一部に残っていた時期である。

#### 国政議席減少による財政問題
社会党の財政は弱体で、所属議員数に応じて会派に支給される立法事務費を党財政の足しにしていた。そのため、50議席減による減収によって、本部書記局員、機関紙局員の約1/3にあたる67人が整理（自主退職含む）されることとなった。指名解雇者の反発は大きく本部内部に多数のアジビラが貼られたほか、外部には解雇を非難する立て看板も立てられる事態になった。また、人員整理は再就職の当てがある人材を対象としていたため、優秀な職員を手放すことになったことは痛手となった。
1972年の第33回総選挙では、成田知巳委員長、石橋政嗣書記長（成田－石橋体制）のもとで前回の90から118へ戻し、ある程度の議席を回復したものの、得票数では前回失った票数の約半分を取り戻すにとどまり、完全に議席を取り戻すまでには行かなかった。

### 革新自治体と社会主義協会派の台頭
1960年代後半から1970年代の社会党は日本共産党も含む全野党共闘路線をとり、自治体首長選挙では共産党と共闘し（社共共闘）、東京都、大阪府など各地で革新首長を誕生させた。四日市ぜんそくや川崎公害など昭和40年代に公害問題や社会福祉の充実など一定の成果を残したが、財政悪化を招いたとの批判がいわゆる「保守政党」からされることがある。
この時期には、社青同内の解放派（のちの革命的労働者協会（革労協））など極左派が排除される一方、社会主義協会の影響力が組織的にも強まった。向坂逸郎を総帥とする当時の社会主義協会は、マルクス・レーニンの「古典」の解釈ドグマを絶対視し（安東仁兵衛は協会派のイデオロギーを、ベルンシュタインを修正主義と批判し、レーニン主義を極左主義と批判し、社会主義への移行を歴史の必然的法則であると主張するカウツキー主義＝西欧における正統派マルクス主義に近いと評している）ソ連を社会主義の祖国と仰ぎ、チェコ事件でソ連の軍事介入を公然と支持するなど、社会党の党是である中立政策を逸脱する路線をとっていた。また組織的にも独自の綱領と地方組織をもち、所属議員はほとんど持たない一方で、社会党の地方組織の活動家や労働組合の専従活動家などの中心的党員を会員とし、党組織での影響力を強めていた。

### 江田三郎離党と「新宣言」
1976年の第34回総選挙で初めて自民党が過半数割れ（ただし追加公認で過半数確保）すると、「政権交代は現実のもの」として論議に上った。しかし、党の内紛は続き、江田三郎(党内右派)は1977年党大会で社会主義協会派が代議員の多数を制し、副委員長を解任されたことで社会党に絶望したと述べて離党し、社会市民連合（後の社会民主連合）を結成した。経済問題に強い江田及び構造改革派の失脚により、経済政策よりも護憲と国労の比重が増していくことになる。
江田離党と1977年参院選敗北が契機となり、成田委員長らは辞職し、「協会規制」がおこなわれ、社会主義協会の活動に一定の歯止めがかけられた。これ以降、総評の変化もあり1980年代以降の社会党は、飛鳥田一雄委員長、平林剛書記長の指導の下、日本共産党を除き、民社党や公明党などの中道政党と連立政権を作ろうという構想（社公民路線）をとった。
1970年代後半からは議席数では与野党が伯仲したが、有権者の意識の上では、自民党政権はむしろ安定性を増していた。1980年の衆参ダブル選挙（第36回総選挙・第12回参議院選挙）で自民党は大勝したが、1983年の第37回総選挙で再び与野党の議席は伯仲した。しかし社会党の議席は微増（107から112）にとどまった。公明・民社は表向き社公民路線を取りつつも、自民との政策協議を重視するようになった（自公民路線）。さらに労働界も、政府に対する政策要求の効果を高める目的で、IMF-JCを中心に社会党支持労組の中からも政策協議路線を後押しする動きが強まり、自民党を中心に政策決定していくことを前提にした政党間関係を構築していくようになる。こうした動きは日本共産党から「国政もオール与党化」「大政翼賛会の二の舞」などとの批判が浴びせかけられる。一方では、1960年代から続く、自民党との国対政治が常態となっており、自公民＋社の政策協議路線と、自社両党の国対政治が交差しながら、低落した党勢の中で最大限に政策実現を図ろうとしていた。

### 社会主義協会内の現実路線と原則路線との対立
1985年、社会主義協会の指導者であった向坂逸郎が死去し、その前後から社会主義協会内も現実路線と原則路線との対立が始まった。1986年、激しい論争を経て、石橋政嗣委員長のもと、「道」は「歴史的文書」として棚上げされ、新しい綱領的文書である「日本社会党の新宣言」が決定された。これは従来の、平和革命による社会主義建設を否定し、自由主義経済を認め、党の性格も「階級的大衆政党」から「国民の党」に変更するなど、西欧社会民主主義政党の立場を確立したものである。ただし採決による決着を回避し社会主義協会派代議員を含めた全会一致の採択を実現するための妥協策として、旧路線を継承するとも取れる付帯決議を付加したため、路線転換は明確とはならなかった。

### 土井ブームと凋落
「新宣言」決定後も退潮はとまらず、1986年夏の衆参ダブル選挙（第38回総選挙・第14回参議院選挙）は大敗（衆院で112から85）し、退任した石橋委員長の後継に土井たか子が就任、議会政党としては日本初の女性党首が誕生した。土井社会党は土井の個人人気と女性候補（「マドンナ」と呼ばれた）を積極的擁立など女性層を中心とする選挙戦術を展開し、消費税導入やリクルート事件、農業政策に対する不満を吸収した「激サイティング!社会党」のキャッチコピーを掲げ、1989年の第15回参議院選挙では46議席を獲得。逆に自民党は36議席しか獲得できず、連合の会と共に、自民党を非改選を含めても過半数割れに追い込み、改選議席で自民党を上回った。自民党の敗因としては消費税導入やリクルート事件などが挙げられるが、当時は土井の個人的人気による選挙結果とされたため、土井ブームと呼ばれた。このとき土井は開票速報番組の中で、「山は動いた」という名言を残している。この時の候補者の多くが消費税撤廃を公約としたため、参議院において消費税廃止法案を提出・可決したが、衆議院において廃案になったため実現しなかった。
1988年3月26日の第112回国会予算委員会で梶山静六国家公安委員長が拉致を北朝鮮の犯行が濃厚と答弁していたのにも関わらず、1989年に『在日韓国人政治犯の釈放に関する要望』に多数の社会党議員が署名した。そして、この「在日韓国人政治犯」に北朝鮮による日本人拉致事件の実行犯、工作員・辛光洙（シンガンス）らが含まれていたことが後に問題となった。
1990年の第39回総選挙でも60年代後半並みの136議席（公認漏れなどを含めると140）を回復したが、自民党は追加公認を含めて安定多数の286議席を獲得していたことで、社会党が同選挙で掲げていた政権交代の実現は頓挫した。実際には、同選挙で社会党は定数512に対し149人しか擁立できなていなかったため、そもそも社会党への政権交代自体が不可能だった。
社会党内は激しい派閥抗争に加え、長年続いた各選挙区における消極策が今回もあらわれており、それは社会党の体力が奪われていることを示していた。土井執行部は180人擁立を目標にしていたが、無所属候補や他党系無所属候補の推薦を含めても160人にとどまった。本来なら陣頭指揮をとるべき書記長の山口鶴男さえ、自分の選挙区（旧群馬3区）での2人目の候補擁立を暗に妨害する始末だった。さらに、資金難も候補擁立の障害となった。土井によれば、落選した場合の生活保障ができなかったことを理由に、勧誘を断られるケースが多かったという。しかし、社会党内部では、政権奪取に失敗にもかかわらず議席数の回復への安堵感が強かったため、社会党は政権獲得の意志を持たない万年野党に満足する政党だとの批判を受けた。さらに、社会党の一人勝ちに、社会党と共闘路線をとっていた民社党・公明党の離反を招く結果となり、社会党の右派はこれを理由に「社会党の一人勝ち」を内部から非難さえした。
なお、この選挙で特筆すべきは公認候補だけで56人という空前の数の新人が誕生したことである。後述のように、この後社会党は政権参加を経ながらも、曲折の後に凋落の一途を辿り、中堅・若手議員の多くが民主党に参加する。

### 「総評」の「連合」への参加以後
いっぽう社会党の最大の支持基盤であった総評は槙枝元文議長、富塚三夫事務局長のもとで同盟、中立労連、新産別の労働4団体との「労働戦線統一」に向けて大きく舵をきり、1982年12月14日の全民労協の結成から、官公労も合流して1989年11月21日、日本労働組合総連合会（連合）の結成大会が開催された。これにともない総評は1989年11月に解散した。連合の初代会長には情報通信労連委員長・山岸章が選出された。
1990年に発生した湾岸危機で政治課題となった自衛隊の派遣では、日本社会党は憲法9条堅持の立場から、「自衛隊海外派遣に反対」を主張し、民社党・公明党との関係は冷え込んだ。これと並行して民社党・公明党との協調を重視する連合など労組幹部などとの摩擦も強まり、土井執行部の求心力は急速に低下した。1991年の統一地方選挙で社会党は敗北、土井は責任を取って委員長を退いた。
なお、この年の東京都知事選では連合の山岸会長が公明党・民社党と共に磯村尚徳を担ぐよう社会党執行部に働きかけた。これは、山岸会長の持論である社公民路線の定着を狙ったものである。自民党の小沢一郎幹事長も磯村を自民党本部の候補として推薦した。社公民3党に小沢など自民党の一部が乗る形で実現した細川護熙内閣の構図はこのとき、既に出来ていたといえる。一方、社会党の独自性を強調する土井を中心とするグループは独自候補にこだわる一方で、なかなか候補者を決められず迷走した。土井を都知事候補に擁立し、土井人気を復活させようという動きも社会党の一部にあったが、土井が決断できず、水泡に帰した。社会党は選挙直前にようやく候補者（大原光憲）を決定したが、供託金没収点（法定得票数、全有効票の１０％）にも満たない惨敗に終わった。
後任の委員長には、田邊誠と上田哲が立候補し、全党員投票による選挙となった。有力支持労組をバックにした田邊有利との観測が強かったが、湾岸危機による安全保障論議を背景に左傾化する党内世論のもと、護憲平和路線の維持を訴える上田が左派主体の一般党員に支持を広げ、田邊は労組からの集団入党者の票でようやく勝利した。この選挙結果は、田邊執行部に大きな足枷となり、後の党運営を縛るものとなった。

### 田邊執行部とPKO法案、参院選敗北
後任の田邊誠委員長は、自民党の金丸信に近く、右派・水曜会のリーダーとして現実路線を期待された。しかし、そのことがかえって党内活動家やそれらと連携する党外の平和運動活動家などの警戒的世論にさらされ、1992年のPKO法案の審議では牛歩戦術を連発するなど、強硬な対決姿勢を取った。社会党はPKOを「自衛隊とは別組織」にすることを条件にPKO法案を受け入れようとし、自民・公明・民社（自公民）の3党は一度は文民による別組織を作ることで合意しており、PKO法案はすんなり成立するかに見えた。しかし、自民党の本心はあくまでも自衛隊によるPKOであった。そのため、民社党・公明党の同意を取り付けるとたちまち別組織案を反故にした（ただし民社党は、公明党を味方につけるため別組織案に合意したのであり、本心は自民党と同じであった）。このため、社会党はPKO法案そのものに反対な強硬派が主導権を握ったのである。
一方、民社党・公明党は自民党と共に内閣信任決議を可決させるなど、実質的に与党となっていた（自公民路線）。社会党は全衆議院議員の辞職まで打ちだしたが、最終的には抵抗を諦めた。その直後、7月26日投開票の第16回参議院選挙は自民党の勝利に終わり、社会党・連合は大敗した。社会党執行部は、改選議席を確保できたことのみに着目してまずまずの結果と強弁し敗北を認めなかったが、結局、田邊執行部は退陣し、書記長の山花貞夫が後任の委員長となった。

### 金丸訪朝団による批判
1990年9月26日、北朝鮮有数の景勝地、妙香山の招待所で自民党の金丸信、社会党の田辺誠、北朝鮮主席の金日成（キム・イルソン）が顔を合わせた。訪朝は北朝鮮に拘束されていた第18富士山丸の船長、紅粉勇ら日本人2人の釈放と、日朝友好親善が主目的だった。訪朝団に対する金日成の歓待ぶりはすさまじかった。2万人が動員されたマスゲームは代表例で「金丸信先生と田辺誠先生の引率する日本使節を熱烈に歓迎する!」という人文字が表示された。9月28日自民党、社会党、朝鮮労働党の3党共同宣言がなされたが、その中に記された「戦後45年間の謝罪、十分な償い」が、戦後における北朝鮮への戦後賠償の表明とみなされたため、後に大きな批判にさらされることとなった。

### 細川連立内閣の誕生
1993年の第40回衆議院議員総選挙で社会党は新党ブームに埋没し、改選前の136議席から70議席と議席をほぼ半減させた。社会党の有力支持母体であった連合は政権交代を重視し、加盟産別労組の一部は、これを阻害する社会党の護憲派・左派候補を露骨に排除する「選別推薦」を行い、新党候補などに票を回した（この「選別推薦」により連合の推薦を受けられなかった議員には、元委員長の土井や岩垂寿喜男や上田哲がいる。なお、後に民主党の都議会議員となった真木茂は、選別の第一次案を自分が作ったと書いている）。特に都市部では、東京都で11議席から1議席に激減するなど、「土井ブーム」で得た前回の議席を大幅に失い、55年体制以来最低の議席数となる事実上の「一人負け」状態となった（他党は共産党が1議席を減らした他は、自民党も含めて全党が現状維持か議席増）。
総選挙後に非自民・非共産連立政権の細川内閣に与党として参加。社会党は与党第一党ではあったが、総選挙で一人負けの状態だったため、与党第一党にもかかわらず首相を出すことができなかったが、一方で「無視できるほど力は小さくない」という、連立与党内でも微妙な立場となった。閣僚人事においても小沢一郎や市川雄一ら政権内の実力者の意向が働く形で、社会党からは山花をはじめ6人が入閣した一方で、主要閣僚ポストは新生党や公明党、日本新党等に独占された。一方で総選挙敗北の責任を取って山花が委員長を辞任し、同年9月に村山富市が委員長に就任した。また、連立政権発足に伴い、元委員長の土井たか子が「国内憲政史上初の女性の国会議長」となる第68代衆議院議長に選出されている（社会党からの衆議院議長選出は第23代の松岡駒吉以来の選出）。
1994年、細川内閣での政治改革関連法案の目玉となっていた小選挙区比例代表並立制導入に対し、一部の社会党所属議員が反発。前年11月18日に衆議院で法案が通過した際は5人の造反に留まっていたが、1994年1月21日に行われた参議院での連立与党案採決では、社会党会派から17名の造反者が出る始末となり、同法案は反対多数で否決されるという連立与党第一党の面子を潰す失態を演じた。その後の両院議長の斡旋で行われた与野党両首脳（細川首相・河野洋平自民党総裁）による会談もあり、法案は可決・成立したものの、社会党内では同法案に反対した一部議員が離党し新党護憲リベラル（田英夫・國弘正雄・翫正敏・旭堂小南陵（西野康雄）・三石久江ら）や、元議員の上田哲が護憲新党あかつきを結成したことで党の弱体化に拍車がかかった。細川首相退陣後、新生党・公明党との対立から社会党の連立離脱も取り沙汰されたが、結局は同じ枠組みでの連立政権参加に合意した。しかし首班選挙で新生党の羽田孜が後継総理として指名された直後に、小沢一郎や民社党委員長の大内啓伍を中心として連立与党第一党の社会党の影響力を削ぐために社会党を除外した与党各派の統一会派「改新」の結成を画策した事から、村山は連立政権からの離脱を決定。結局、羽田内閣は少数与党として発足する事となった。この政治的な混乱もあり、少数与党となった羽田内閣は野党の自民党から内閣不信任決議案を提出され、社会党も賛成に回る公算が高まり不信任案可決の可能性が生じたことから内閣総辞職し、結果的に2か月の短命に終わった。

### 羽田内閣崩壊から村山連立内閣
同年6月、政権奪還を狙う自民党は野中広務や梶山静六、亀井静香らを中心に、先に連立政権から離脱した新党さきがけの武村正義も加わる形で社会党の引き込みを図り、社会党委員長である村山富市を首班とする自社さ連立政権を樹立する方向性を固めた。一方で羽田の後継を巡る連立与党側は、社会党の村山を首班に据える動きに反発していた自民党の海部俊樹元首相を首班候補に据え、自民党内の分裂を画策する手段に出た。しかし、自民党内からの造反者は僅かにとどまり、社会党議員も自党党首首班には抗しきれず、海部に投じた議員はごくわずかにとどまった。決選投票の結果、村山が第81代内閣総理大臣に指名され、自由民主党、新党さきがけと連立する村山内閣が発足した（海部ら自民党造反組はその後、離党）。社会党議員の首班は1947年の片山哲以来47年ぶりとなった。なお、先の首班選挙で村山以外に投票した社会党議員のうち、川島實と堀込征雄は後に社会党を除名されている。
村山首相は就任直後の国会演説で、日米安全保障条約や原子力発電の肯定、自衛隊の合憲など、旧来の党是を180度転換を一方的に宣言した（後に1994年9月3日開催第61回臨時党大会で追認）。この結果により社会党の求心力は大きく低下し、その後分党・解党をめぐる論議が起き、一部議員の離党をさらに助長する形となった。1994年12月には旧連立政権の新生党・日本新党・公明党・民社党などが集結した新進党結党により、衆議院で第二党から第三党に転落した。また、村山内閣では消費税率を3%から5%（うち1%分は地方消費税）にすることを閣議決定し税制改革関連法を成立させ、かつての消費税反対の姿勢から一転して増税を許容する姿勢となった。さらに1995年1月17日に発災した阪神・淡路大震災への自衛隊出動などの初動体制が遅れたことで批判を招き、内閣支持率の急落へつながった。結果として同年7月の第17回参議院選挙では新進党の躍進もあり、社会党は1989年の参院選で獲得した改選前の41議席から大きく減らし、僅か16議席に留まる結果で2年前の衆議院選挙に続く惨敗に終わった。村山は内部で首相辞意を仄めかしたものの、自民党側の慰留により村山政権は継続となり、8月に改造内閣を発足させた。
この村山内閣では、戦後50周年式典に際し「戦後50周年の終戦記念日にあたって」（村山談話）を発表し、戦時中の国策による侵略戦争や植民地支配における当時の行いを謝罪し、核兵器廃絶など平和を訴求する内容で社会党首相ならではの独自色を出した声明を発出している。

## 社会党系のその後

### 社会民主党

#### 村山の首相辞任・社会民主党への改称

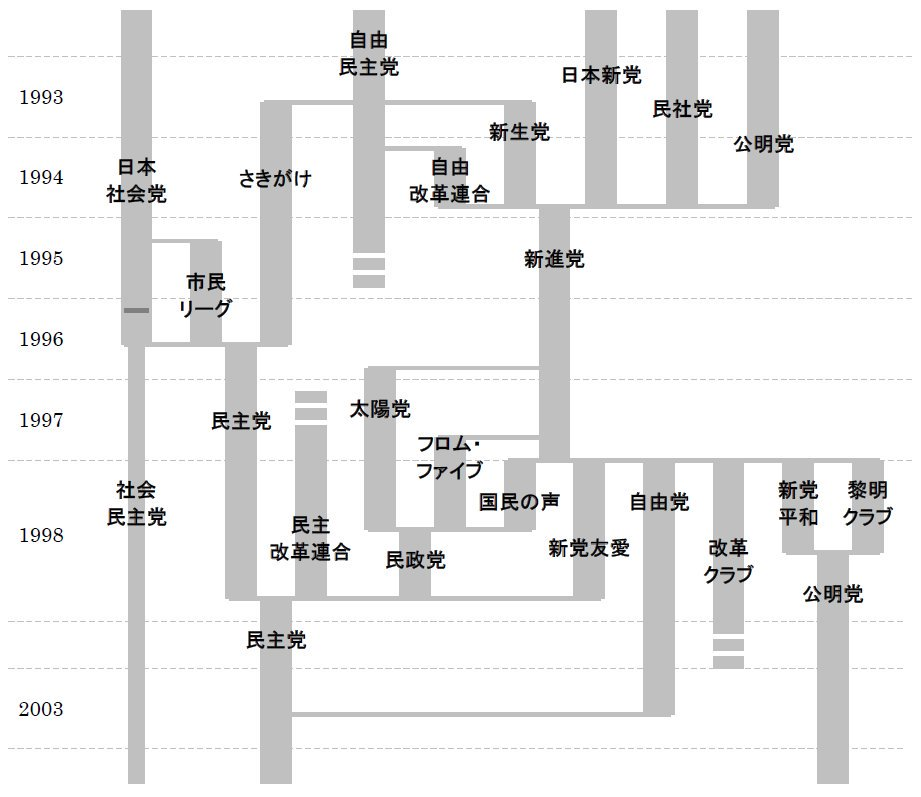
1990年代の政党の離合集散

1996年1月、村山は突如首相を辞任し、後継首相は副総理兼通商産業大臣であった自民党の橋本龍太郎となり第1次橋本内閣が発足した。社会党は引き続き政権に留まり、自社さ連立政権は継続となった。
前後して、社会党内は小選挙区比例代表並立制の成立で、次期総選挙に対する選挙体制への不安もあり、前年には前委員長の山花貞夫を中心としたグループが1995年1月に社会党を離党し、新たに「民主・リベラル新党」の結成を画策していた。しかし、同年の阪神・淡路大震災の発災によりこの動きが頓挫し、山花ら一部は同年5月に社会党を離党し、その後市民リーグを結成した。また、社会党に残留した中でも書記長で右派の久保亘の主導もあり、同年5月の党大会で民主・リベラル新党構想が方針として採択されていた。結果的に新党結成は一部党内の反対論もあり、村山内閣総辞職後の同年1月の党大会で社会民主党への改称を決定し、同年3月に社会民主党としての第1回大会を開催、「日本社会党」の名称は消滅した。
前年からの小選挙区制反対や村山内閣時の政策方針転換の後遺症は尾を引く形で続き、社民党への移行反対の動きから一部左派議員（矢田部理・栗原君子・山口哲夫・小森龍邦・岡崎宏美）が社民党移行決定前に離党（いずれも社会党は除名）し、新社会党を結成。さらに社会党（社民党）の党勢が低下する形となった。

#### 民主党の「排除の論理」による影響
社民党になってからも小選挙区比例代表並立制のもとでは、社民党単独での衆議院議席獲得は至難であることが予想されたため、新党さきがけとの合併や鳩山由紀夫（鳩山友紀夫）・船田元らが提唱した新党構想への合流などの議論が絶えなかった。結果的に1996年10月の第41回衆議院議員総選挙直前に、新党構想は鳩山由紀夫・邦夫兄弟や菅直人らが中心となり結成された（旧）民主党で現実のものとなった。社民党は一旦、民主党への丸ごと参加を決定した。
しかし、鳩山由紀夫は「排除の論理」として村山・土井・武村正義らの社会党・新党さきがけ幹部経験者の民主党入党を拒否。これに反発し、すぐに合流撤回するも、現職の幹事長であった佐藤観樹を含めて社民党から議員の半数が民主党へ移籍する事態に陥った。国政復帰を視野に入れていた前北海道知事の横路孝弘も社民党ではなく民主党入党を選択し、山花らの市民リーグや同じく社会党を離党していた久保亘、土肥隆一、本岡昭次などの民主改革連合も合流している。これにより、旧社会党は大きくは民主党、社民党、新社会党の3つに分裂したことになる。
社民党として迎えた総選挙では党勢打開を図るうえで、村山に代わり土井たか子が党首として再登板した。総選挙では15議席獲得に留まり、党勢をさらに衰退させる形となった。また、1999年に能登半島沖不審船事件が発生しているが、北朝鮮による日本人拉致問題を最後まで否定していたため後々響くこととなった。

#### 土井チルドレンによる党主導と衰退
社民党はその後、土井の影響を受けて当選した主に社会運動出身の「土井チルドレン」（辻元清美・福島瑞穂・阿部知子など）が中心となり、土井の落選後は福島が党首になる。労組などの支持を失った事で党所属議員も年を追うごとに漸減し、2010年代以降は国政選挙で政党要件を維持できるかどうかの選挙戦を続けている。

### 新社会党
新社会党は政党要件を喪失しており、2000年代以降は地方議会でわずかに議席を持つのみとなる。

### 民主党系左派

#### 民主党・民進党時代
横路孝弘らのグループが党内左派を形成していた。
土井ブーム期の1990年衆院選初当選組は民主党で中枢の要職に就くことになる。この選挙での初当選の社会党出身の民主党議員として、赤松広隆、大畠章宏、岡崎トミ子、輿石東、仙谷由人、鉢呂吉雄（ただし当選時無所属）、細川律夫、松本龍らがいる。

#### 立憲民主党時代
2017年9月、民主党が改称した民進党は第48回衆議院議員総選挙に向けて小池百合子代表率いる希望の党との合流方針を決定したが、今度は小池がリベラル派の議員を受け入れないとする「排除の論理」を主張し、反発した旧社会党グループに所属する議員の多くは枝野幸男率いる立憲民主党に参加した。旧総評系労組の組織内議員の大半が参加したことや党職員も社会党系が多いことから立憲民主党が日本社会党の系譜を継ぐ政党であるという見方もある。
この総選挙後時点で社会党所属経験のある国会議員は6人（衆院5人、参院1人）であった。衆院では佐々木隆博（社会党時代は北海道議）、赤松広隆および横光克彦の3人は立憲民主党、吉川元（社会党時代は党員として社青同勤務）は社会民主党、谷畑孝は日本維新の会に所属しており、参院では鉢呂吉雄が立憲民主党に所属していた。このうち、社会党での国会議員経験があるのは赤松、横光、谷畑、鉢呂の4名であったが、谷畑は2020年4月に辞職した。
2019年12月には立憲民主党が社民党などに対し合流を打診し、55年体制の一翼を担った老舗政党がその歴史に幕を下ろすのかが注目されたが、最終的に合流賛成派と合流反対派で党が分裂することとなり、反対派の残留により社民党も存続することとなった。この過程で、吉川が社民党を離党し立憲民主党へ入党したことにより、社会党所属経験のある現職国会議員は全員が立憲民主党所属となっている。
その後、2021年の総選挙で佐々木と赤松は引退、横光は落選して、社会党での国会議員経験がある現職議員は鉢呂ただ一人のみとなった。その鉢呂も、2022年の参院選には立候補しなかったたため、国会議員として社会党所属歴がある現職の議員は姿を消した。

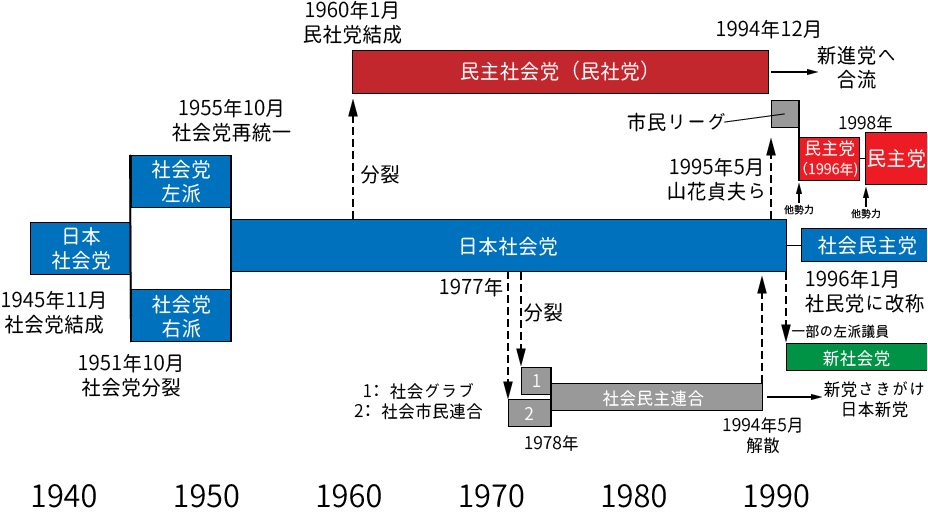
日本社会党の歴史

## 役職

### 歴代の中央執行委員会、執行部役員表
| 日本社会党中央執行委員会 （1946 - 1950）       | 日本社会党中央執行委員会 （1946 - 1950） | 日本社会党中央執行委員会 （1946 - 1950）   | 日本社会党中央執行委員会 （1946 - 1950） | 日本社会党中央執行委員会 （1946 - 1950） | 日本社会党中央執行委員会 （1946 - 1950） | 日本社会党中央執行委員会 （1946 - 1950） | 日本社会党中央執行委員会 （1946 - 1950） |
| 大会                                           | 中央執行委員長                           | 中央執行 副委員長                          | 執行部書記長                             | 政務調査会長 政策審議会長                | 選挙委員長 選挙対策委員長                | 議会委員長 国会対策委員長                | 参議院議員会長                           |
| ---------------------------------------------- | ---------------------------------------- | ------------------------------------------ | ---------------------------------------- | ---------------------------------------- | ---------------------------------------- | ---------------------------------------- | ---------------------------------------- |
| 1                                              | —                                        | —                                          | 片山哲                                   | —                                        | —                                        | —                                        | —                                        |
|                                                | —                                        | —                                          | 片山哲                                   | 森戸辰男                                 | 平野力三                                 | 水谷長三郎                               | —                                        |
| 2                                              | 片山哲                                   | —                                          | 西尾末広                                 | 森戸辰男                                 | 伊藤卯四郎                               | 正木清                                   | —                                        |
|                                                | 片山哲                                   | —                                          | 西尾末広                                 | 鈴木茂三郎                               | 伊藤卯四郎                               | 正木清                                   | 小泉秀吉                                 |
| 3                                              | 片山哲                                   | —                                          | 浅沼稲次郎                               | 鈴木茂三郎                               | 伊藤卯四郎                               | 米窪満亮                                 | 小泉秀吉                                 |
| 4                                              | 片山哲                                   | —                                          | 鈴木茂三郎                               | 鈴木茂三郎                               | ?                                        | 八百板正                                 | ?                                        |
| 5                                              | （片山哲）                               | —                                          | 鈴木茂三郎                               | 鈴木茂三郎                               | ?                                        | 八百板正                                 | ?                                        |
| 6                                              | —                                        | —                                          | 浅沼稲次郎                               | 勝間田清一                               | 伊藤修                                   | 八百板正                                 | ?                                        |
| 7                                              | 鈴木茂三郎                               | —                                          | 浅沼稲次郎                               | 水谷長三郎                               | ?                                        | 三宅正一                                 | ?                                        |
| 右派・日本社会党中央執行委員会 （1951 - 1955） |                                          |                                            |                                          |                                          |                                          |                                          |                                          |
| 大会                                           | 中央執行委員長                           | 中央執行 副委員長                          | 執行部書記長                             | 政策審議会長                             | 選挙対策委員長                           | 政治局長 国会対策委員長                  | 参議院議員会長                           |
| 8                                              | —                                        | —                                          | 浅沼稲次郎                               | 水谷長三郎                               | —                                        | 三宅正一                                 | ?                                        |
| 9                                              | —                                        | —                                          | 浅沼稲次郎                               | 水谷長三郎                               | 片山哲                                   | 三宅正一                                 | ?                                        |
| 10                                             | 河上丈太郎                               | —                                          | 浅沼稲次郎                               | 水谷長三郎                               | 片山哲                                   | 三宅正一                                 | ?                                        |
| 11                                             | 河上丈太郎                               | —                                          | 浅沼稲次郎                               | 水谷長三郎                               | 片山哲                                   | 加藤勘十                                 | ?                                        |
| 12                                             | 河上丈太郎                               | —                                          | 浅沼稲次郎                               | 水谷長三郎                               | 三輪寿壮                                 | 加藤勘十                                 | ?                                        |
| 左派・日本社会党中央執行委員会 （1951 - 1955） |                                          |                                            |                                          |                                          |                                          |                                          |                                          |
| 大会                                           | 中央執行委員長                           | 中央執行 副委員長                          | 執行部書記長                             | 政策審議会長                             | 組織局長                                 | 国会対策委員長                           | 参議院議員会長                           |
| 8                                              | 鈴木茂三郎                               | —                                          | —                                        | 和田博雄                                 | 野溝勝                                   | 内村清次                                 | ?                                        |
| 9                                              | 鈴木茂三郎                               | —                                          | 野溝勝                                   | 和田博雄                                 | 岡田宗司                                 | 赤松勇                                   | ?                                        |
| 10                                             | 鈴木茂三郎                               | —                                          | 野溝勝                                   | 和田博雄                                 | 安平鹿一                                 | 勝間田清一                               | ?                                        |
| 11                                             | 鈴木茂三郎                               | —                                          | 野溝勝                                   | 和田博雄                                 | 安平鹿一                                 | 勝間田清一                               | ?                                        |
| 12                                             | 鈴木茂三郎                               | —                                          | 和田博雄                                 | 伊藤好道                                 | 安平鹿一                                 | 八百板正                                 | ?                                        |
| 日本社会党中央執行委員会 （1955 - 1996）       |                                          |                                            |                                          |                                          |                                          |                                          |                                          |
| 大会                                           | 中央執行委員長                           | 中央執行 副委員長                          | 執行部書記長                             | 政策審議会長                             | 選挙対策委員長                           | 国会対策委員長                           | 参議院議員会長                           |
| 統一                                           | 鈴木茂三郎                               | —                                          | 浅沼稲次郎                               | 伊藤好道                                 | 佐々木更三                               | 勝間田清一                               | 岡田宗司                                 |
| 13                                             | 鈴木茂三郎                               | —                                          | 浅沼稲次郎                               | 和田博雄                                 | 佐々木更三                               | 細迫兼光                                 | 岡田宗司                                 |
| 14                                             | 鈴木茂三郎                               | —                                          | 浅沼稲次郎                               | 勝間田清一                               | 佐々木更三                               | 河野密                                   | 岡田宗司                                 |
| 16                                             | 鈴木茂三郎                               | —                                          | 浅沼稲次郎                               | 成田知巳                                 | 八百板正                                 | 山本幸一                                 | 岡田宗司                                 |
| 17                                             | 浅沼稲次郎                               | —                                          | 江田三郎                                 | 成田知巳                                 | 八百板正                                 | 山本幸一                                 | 岡田宗司                                 |
| 19                                             | （江田三郎）                             | —                                          | 江田三郎                                 | 成田知巳                                 | 八百板正                                 | 山本幸一                                 | 岡田宗司                                 |
| 20                                             | 河上丈太郎                               | —                                          | 江田三郎                                 | 成田知巳                                 | 山花秀雄                                 | 山本幸一                                 | 千葉信                                   |
| 21                                             | 河上丈太郎                               | —                                          | 江田三郎                                 | 勝間田清一                               | 江田三郎                                 | 山本幸一                                 | 千葉信                                   |
| 22                                             | 河上丈太郎                               | —                                          | 成田知巳                                 | 勝間田清一                               | 江田三郎                                 | 島上善五郎                               | 千葉信                                   |
| 23                                             | 河上丈太郎                               | —                                          | 成田知巳                                 | 勝間田清一                               | 滝井義高                                 | 横路節雄                                 | 千葉信                                   |
| 24                                             | 河上丈太郎                               | 佐々木更三 和田博雄                        | 成田知巳                                 |                                          | 赤松勇                                   | 横路節雄                                 | 羽生三七                                 |
| 25                                             | 佐々木更三                               | 八百板正                                   | 成田知巳                                 |                                          | 赤松勇                                   | 横路節雄                                 | 羽生三七                                 |
| 27                                             | 佐々木更三                               | 八百板正                                   | 成田知巳                                 | 横路節雄                                 | 赤松勇                                   | 柳田秀一                                 | 羽生三七                                 |
| 28                                             | 佐々木更三                               | 河野密 勝間田清一 山本幸一                 | 成田知巳                                 | 木村禧八郎                               | 赤松勇                                   | 山花秀雄                                 | 椿繁夫                                   |
| 29                                             | 勝間田清一                               | 河野密 江田三郎                            | 山本幸一                                 | 木村禧八郎                               | 大柴滋夫                                 | 柳田秀一                                 | 椿繁夫                                   |
| -                                              | 勝間田清一                               | 河野密 江田三郎                            | （石橋政嗣）                             | 木村禧八郎                               | 大柴滋夫                                 | 柳田秀一                                 | 椿繁夫                                   |
| 31                                             | 成田知巳                                 | 三宅正一 山花秀雄                          | 江田三郎                                 | 多賀谷真稔                               | 藤田進                                   | 柳田秀一                                 | 加瀬完                                   |
| 34                                             | 成田知巳                                 | 赤松勇 日野吉夫                            | 石橋政嗣                                 | 北山愛郎                                 | 横山利秋                                 | 楯兼次郎                                 | 加瀬完                                   |
| 36                                             | 成田知巳                                 | 永井勝次郎 下平正一                        | 石橋政嗣                                 | 堀昌雄                                   | 横山利秋                                 | 楯兼次郎                                 | 藤田進                                   |
| 38                                             | 成田知巳                                 | 赤松勇 江田三郎 飛鳥田一雄                 | 石橋政嗣                                 | 堀昌雄                                   | 大柴滋夫                                 | 平林剛                                   | 藤田進                                   |
| 40                                             | 成田知巳                                 | 安井吉典 山本幸一 高沢寅男                 | 石橋政嗣                                 | 多賀谷真稔                               | 角屋堅次郎                               | 平林剛                                   | 小柳勇                                   |
| -                                              | 成田知巳                                 | 安井吉典 山本幸一 高沢寅男                 | 石橋政嗣                                 | 多賀谷真稔                               | 角屋堅次郎                               | 平林剛                                   | 秋山長造                                 |
| 41                                             | 飛鳥田一雄                               | 下平正一 北山愛郎 阿具根登                 | 多賀谷真稔                               | 武藤山治                                 | 宮之原貞光                               | 田邊誠                                   | 阿具根登（兼）                           |
| 44                                             | 飛鳥田一雄                               | 下平正一 北山愛郎 阿具根登 田中寿美子      | 多賀谷真稔                               | 武藤山治                                 | 宮之原貞光                               | 田邊誠                                   | 阿具根登（兼）                           |
| 46                                             | 飛鳥田一雄                               | 石橋政嗣 田中寿美子                        | 馬場昇                                   | 嶋崎譲                                   | 角屋堅次郎                               | 村山喜一                                 | 藤田進                                   |
| 47                                             | 飛鳥田一雄                               | 田邊誠 村山喜一 小柳勇 田中寿美子          | 平林剛                                   | 嶋崎譲                                   | 角屋堅次郎                               | 山口鶴男                                 | 藤田進                                   |
| 48                                             | 石橋政嗣                                 | 堀昌雄 山本政弘 小柳勇 土井たか子          | 田邊誠                                   | 嶋崎譲                                   | 安恒良一                                 | 山口鶴男                                 | 瀬谷英行                                 |
| 50                                             | 石橋政嗣                                 | 武藤山治 小野明 土井たか子                 | 田邊誠                                   | 嶋崎譲                                   | 安恒良一                                 | 山口鶴男                                 | 瀬谷英行                                 |
| 51                                             | 土井たか子                               | 岡田利春 小野明 山本政弘 金子みつ          | 山口鶴男                                 | 伊藤茂                                   | 大森昭                                   | 大出俊                                   | 小野明                                   |
| 55                                             | 土井たか子                               | 田辺誠 山本政弘 久保亘 久保田真苗          | 山口鶴男                                 | 伊藤茂                                   | 佐藤観樹                                 | 大出俊                                   | 赤桐操                                   |
| 57                                             | 田辺誠                                   | 伊藤茂 渋沢利久 高沢寅男 糸久八重子        | 山花貞夫                                 | 早川勝                                   |                                          | 村山富市                                 | 対馬孝且                                 |
|                                                | 田辺誠                                   | 伊藤茂 渋沢利久 高沢寅男 糸久八重子        | 山花貞夫                                 | 早川勝                                   | 矢田部理                                 | 村山富市                                 |                                          |
| 59                                             | 山花貞夫                                 | 嶋崎譲 佐藤観樹 和田静夫 久保亘 糸久八重子 | 赤松広隆                                 | 日野市朗                                 | 阿部未喜男                               | 村山富市                                 |                                          |
| 60                                             | 村山富市                                 | 井上一成 大出俊 千葉景子                   | 久保亘                                   | 関山信之                                 | 志苫裕                                   | 野坂浩賢                                 | 浜本万三                                 |
| 61                                             | 村山富市                                 | 井上一成 上原康助 千葉景子                 | 久保亘                                   | 関山信之                                 | 志苫裕                                   | 森井忠良                                 | 青木薪次                                 |
| 63                                             | 村山富市                                 | 佐藤観樹 上原康助 千葉景子                 | 久保亘                                   | 関山信之                                 | 渕上貞雄                                 | 永井孝信                                 | 青木薪次                                 |

### 閣僚経験者等
（）内は入閣直前の党役職
片山内閣
- 内閣総理大臣：片山哲（中央執行委員長）
- 国務大臣

司法大臣：鈴木義男
文部大臣：森戸辰男（政務調査会長）
農林大臣：平野力三→波多野鼎
商工大臣：水谷長三郎
国務大臣：米窪満亮
国務大臣兼内閣官房長官：西尾末広（書記長）
- 政務次官他

内閣官房次長：曽祢益
芦田内閣
- 国務大臣

国務大臣（副総理）：西尾末広（右派）
法務総裁：鈴木義男（右派）
文部大臣：森戸辰男（右派）
農林大臣：永江一夫（右派）
商工大臣：水谷長三郎（右派）
逓信大臣：冨吉榮二（右派）
労働大臣：加藤勘十（左派）
地方財政委員会委員長：野溝勝（左派）
細川内閣
- 国務大臣

運輸大臣：伊藤茂
建設大臣：五十嵐広三
自治大臣兼国家公安委員会委員長：佐藤観樹（中央執行副委員長）
北海道開発庁長官兼沖縄開発庁長官兼国土庁長官：上原康助
経済企画庁長官：久保田真苗（参議院）
政治改革担当大臣：山花貞夫（中央執行委員長）
村山内閣
- 内閣総理大臣：村山富市（中央執行委員長）
- 国務大臣

郵政大臣：大出俊（中央執行副委員長）
労働大臣：浜本万三（参議院議員会長）
建設大臣：野坂浩賢（国会対策委員長）
内閣官房長官：五十嵐広三
総務庁長官：山口鶴男
村山改造内閣
- 内閣総理大臣：村山富市（中央執行委員長）
- 国務大臣

厚生大臣：森井忠良（国会対策委員長）
郵政大臣：井上一成（中央執行副委員長）
労働大臣：青木薪次（参議院議員会長）
内閣官房長官：野坂浩賢
国土庁長官：池端清一
第1次橋本内閣
- 国務大臣

大蔵大臣（副総理）：久保亘（書記長）
郵政大臣：日野市朗
労働大臣：永井孝信（国会対策委員長）
総務庁長官：中西績介
環境庁長官：岩垂寿喜男
国土庁長官：鈴木和美

## 党勢の推移

### 衆議院

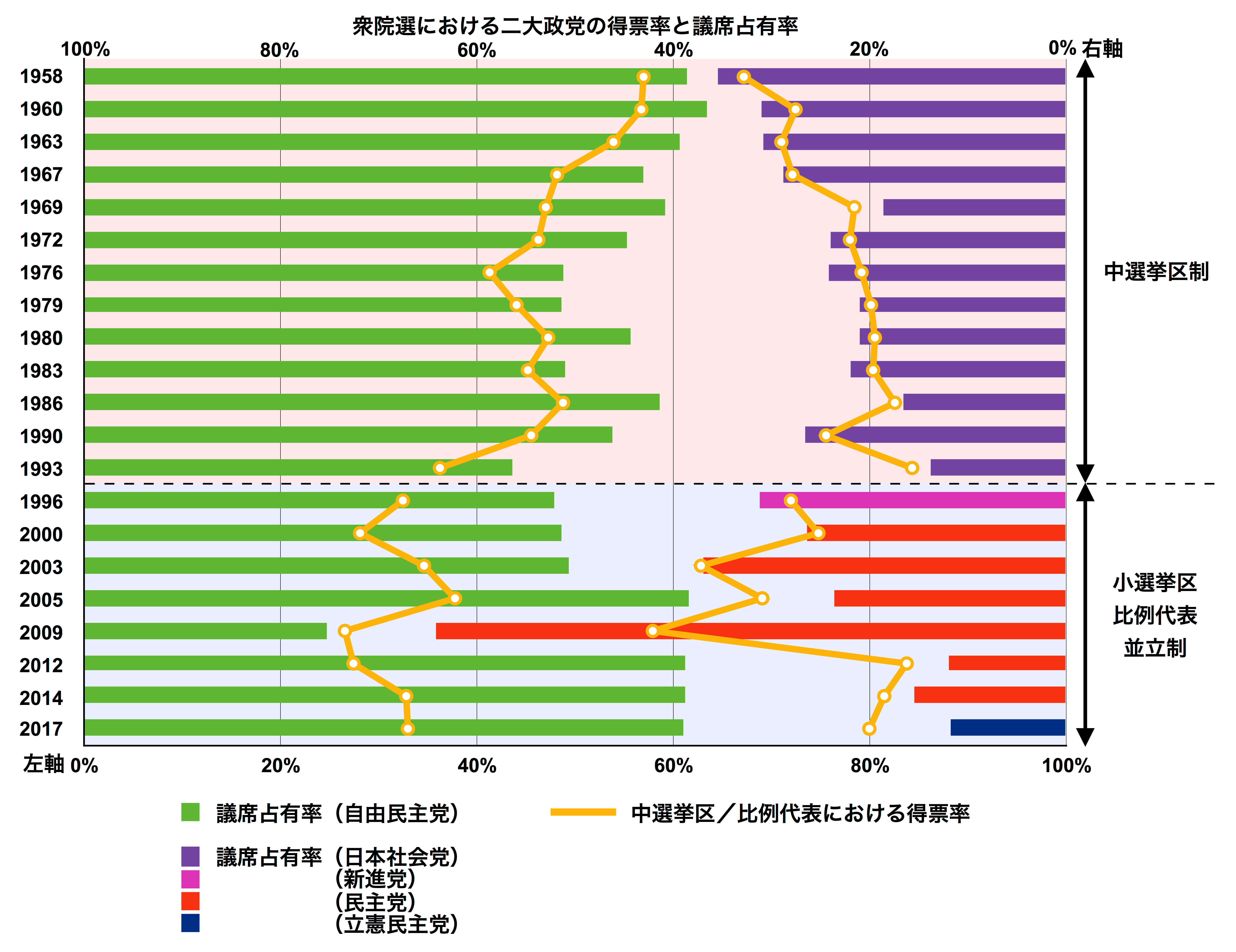
衆院選における自由民主党（左、下目盛り）とそれに対抗する主要政党（右、上目盛り）の議席占有率（棒グラフ）と得票率（折れ線グラフ）を示したグラフ。
----
日本社会党（紫）は、1955年の再統一後、1993年まで常に第2党の地位を維持し続けてきた。しかし党勢は、土井ブームが来た1990年の第39回総選挙を除いて概ね下落傾向にあった。1996年に社会党が社会民主党に改称し、さらに衆院選で小選挙区比例代表並立制が導入されると、社民党の党勢は以前ほどには振るわず、代わって新進党（ピンク）や民主党（赤）が自民党（緑）に対抗する勢力となった。

| 選挙         | 当選/候補者 | 定数 | 議席占有率 | 備考       | 備考       |
| ------------ | ----------- | ---- | ---------- | ---------- | ---------- |
| （結党時）   | 18/--       | 468  | 3.84%      | 公職追放-7 | 公職追放-7 |
| 第22回総選挙 | 93/330      | 468  | 19.87%     | 追加公認+3 | 追加公認+3 |
| 第23回総選挙 | 143/289     | 466  | 30.68%     | 追加公認+1 | 追加公認+1 |
| 第24回総選挙 | 48/187      | 466  | 10.30%     |            |            |
| 左右分裂     |             |      |            |            |            |
| 第25回総選挙 | 57/109      | 466  | 12.23%     | 追加公認+3 | 右派社会党 |
| 第25回総選挙 | 54/96       | 466  | 11.55%     | 追加公認+2 | 左派社会党 |
| 第26回総選挙 | 66/117      | 466  | 14.16%     |            | 右派社会党 |
| 第26回総選挙 | 72/108      | 466  | 15.45%     |            | 左派社会党 |
| 第27回総選挙 | 67/122      | 467  | 14.34%     |            | 右派社会党 |
| 第27回総選挙 | 89/121      | 467  | 19.05%     |            | 左派社会党 |
| 再統一後     |             |      |            |            |            |
| 第28回総選挙 | 166/246     | 467  | 35.54%     | 追加公認+1 | 追加公認+1 |
| 第29回総選挙 | 145/186     | 467  | 31.04%     | 離党-1     | 離党-1     |
| 第30回総選挙 | 144/198     | 467  | 30.83%     |            |            |
| 第31回総選挙 | 140/209     | 486  | 28.80%     | 追加公認+1 | 追加公認+1 |
| 第32回総選挙 | 90/183      | 486  | 18.51%     |            |            |
| 第33回総選挙 | 118/161     | 491  | 24.03%     |            |            |
| 第34回総選挙 | 123/162     | 511  | 24.03%     | 繰上当選+1 | 繰上当選+1 |
| 第35回総選挙 | 107/157     | 511  | 20.93%     |            |            |
| 第36回総選挙 | 107/149     | 511  | 20.93%     |            |            |
| 第37回総選挙 | 112/144     | 511  | 21.91%     | 追加公認+1 | 追加公認+1 |
| 第38回総選挙 | 85/138      | 512  | 16.60%     | 追加公認+1 | 追加公認+1 |
| 第39回総選挙 | 136/149     | 512  | 26.56%     | 追加公認+3 | 追加公認+3 |
| 第40回総選挙 | 70/142      | 511  | 13.69%     | 追加公認+3 | 追加公認+3 |

### 参議院
| 選挙           | 当選/候補者 | 非改選 | 定数 | 議席占有率 | 備考              | 備考              |
| -------------- | ----------- | ------ | ---- | ---------- | ----------------- | ----------------- |
| （結党時）     | -           | -/-    | -    | -          | 参議院未設置      | 参議院未設置      |
| 第1回通常選挙  | 47/101      | -      | 250  | 18.8%      | 第1回のみ全員選挙 | 第1回のみ全員選挙 |
| 第2回通常選挙  | 36/75       | 25     | 250  | 24.4%      | 追加公認+1        | 追加公認+1        |
| 左右分裂       |             |        |      |            |                   |                   |
| 第3回通常選挙  | 10/40       | 16     | 250  | 10.4%      |                   | 右派社会党        |
| 第3回通常選挙  | 18/50       | 22     | 250  | 16%        | 追加公認+3        | 左派社会党        |
| 再統一後       |             |        |      |            |                   |                   |
| 第4回通常選挙  | 49/85       | 32     | 250  | 32.4%      |                   |                   |
| 第5回通常選挙  | 38/78       | 47     | 250  | 34%        | 離党-1            | 離党-1            |
| 第6回通常選挙  | 37/69       | 29     | 250  | 26.4%      |                   |                   |
| 第7回通常選挙  | 36/66       | 37     | 250  | 29.2%      |                   |                   |
| 第8回通常選挙  | 28/62       | 37     | 250  | 26%        |                   |                   |
| 第9回通常選挙  | 39/60       | 27     | 252  | 26.19%     | 死去-1            | 死去-1            |
| 第10回通常選挙 | 28/57       | 34     | 252  | 24.60%     |                   |                   |
| 第11回通常選挙 | 27/59       | 29     | 252  | 22.22%     |                   |                   |
| 第12回通常選挙 | 22/49       | 25     | 252  | 30.55%     |                   |                   |
| 第13回通常選挙 | 22/64       | 22     | 252  | 17.46%     |                   |                   |
| 第14回通常選挙 | 20/58       | 21     | 252  | 16.26%     | 追加公認+1        | 追加公認+1        |
| 第15回通常選挙 | 46/55       | 22     | 252  | 26.98%     | 追加公認+6        | 追加公認+6        |
| 第16回通常選挙 | 22/43       | 49     | 252  | 28.17%     | 追加公認+2        | 追加公認+2        |
| 第17回通常選挙 | 16/40       | 21     | 252  | 14.68%     |                   |                   |

（参考文献：石川真澄（一部山口二郎による加筆）『戦後政治史』2004年8月、岩波書店・岩波新書、ISBN 4-00-430904-2）
- 当選者に追加公認は含まず。追加公認には会派に加わった無所属を含む。
- 第22回総選挙の定数には、選挙を実施できなかった沖縄選挙区（定数2）含む。
- 第22回総選挙では、他に法定得票不足で定数を満たせなかった選挙区の再選挙で当選者1。
- 以下、記事「社会民主党 (日本 1996-)」の節「党勢の推移」に続く

## 批評・批判
日本社会党に関する主な批評、批判には以下がある。
- 日本共産党は日本社会党に対して、前身政党は侵略戦争に加担したため名称変更した[63]、1946年の憲法案は「主権は国家に在り」として主権在民に触れなかった[64][65]、新左翼などの「暴力集団」を「同盟軍」と位置づけた[66]、1980年の社公合意で従来の社共共闘から社公民路線に転じた[67]、などと批判している。
- 丸山眞男は著作で、日本社会党が国会で「三分の一のカベ」を超えられない理由として「保守党の大企業偏重を裏返しにした形で、社会党は大労組偏重に陥っている」と記した[68]。
- 原彬久は2000年の著作「戦後史のなかの日本社会党:その理想主義とは何であったのか」で、日本社会党は「社会主義国日本」との理想を目指して結党したが[69]、労農派マルクス主義を中心とする社会党左派は国際組織の社会主義インターナショナルと温度差があり[70]、ソ連・中国・北朝鮮との交流を重視し[71]、「理想主義」により急進左派とも接近したが[72]、その理想主義は脆弱で体力と戦略が不足していた[73]、と記した。
- 森裕城は2002年の著作「日本社会党の研究 - 路線転換の政治過程」の中で、「現実主義化」の効果は民社党の停滞を見ても疑問だが、日本社会党は自民党政治の「牽制政党化」し、「新宣言」での西欧的な社会民主主義路線も政治的スローガンの転換以上の意味を持たず、「政権獲得へ向けて社会党が戦略的な行動をとりえなかった」と記した[74]。
- 依田博は上記の「日本社会党の研究 - 路線転換の政治過程」の書評の中で、日本社会党は政権担当政党としての信頼を有権者から得られなかったが、自由民主党と同様に「一枚岩ではない組織構造を持った政党」としては有権者の共感を得ていた、と記した[75]。
- 木下真志は2003年の著作「転換期の戦後政治と政治学:社会党の動向を中心として」で、1950年代には逆コースや再軍備への国民の広範な反対があり、社会党左派・総評左派・社会主義協会の「左派連合」の結束によって躍進したが、1960年代にはこれらが争点ではなくなり社会党は衰退した、と記した[76]。
- 山口二郎・石川真澄らによる2003年の共著「日本社会党 - 戦後革新の思想と行動」では、社会党の衰退原因として、戦前からの講座派と労農派の対立[77]、末端の党組織の弱さ[78]、中国・北朝鮮などとの「片面」的な関係[79]、自衛隊廃止の具体的なプログラムを提示できなかったこと[80]、「批判政党」との自己規定への満足[81]、1980年代の連合成立と社会民主主義勢力の結集の期待の際に、社会党も民社党も有効な連合政権構想を提示できなかったこと[82]、1990年代前期にも明確な政権構想を打ち出せず古い55年体制の既成事実に屈服したと受け止められたこと[83]、などを挙げた。
- 岡田一郎は2005年の著作「日本社会党:その組織と衰亡の歴史」で、社会党の衰退原因として労組依存体質と党組織の脆弱さ、左派と右派による不毛な派閥対立、構造改革論への反発、野党陣営の多党化、中ソ対立の影響、組織論なき路線転換、などを挙げている[84]。
- 片岡鉄哉は、マッカーサーといつでも昼飯を食える立場にありながら、おっかなびっくりで、護憲のマッカーサーを敵だと思っていた片山哲の例を挙げて、権力にうとく、外交にうとい政党であったと評する[85]。社会党が一番敏感なのは内政面での逆コース反対で、国内で既得権益の現状維持ができれば、外交なんかどうでもかまわない、という無茶な姿勢になるのだという[86]。マッカーサーが、憲法を守る母体としての芦田・社会党連立内閣を、左（共産党）からの脅威から守るために出したマッカーサー書簡と政令201号を非難する社会党を「親の心、子知らず」と評する[87]。
- 保守系の知識人としては、渡部昇一が「自民党の政治家は戦前の人たちと同じ普通の日本人だが、野党の政治家はそうではなくイデオロギーにとらわれた人々という感じがあった」と述べている[88]。
- 屋山太郎は1966年にストックホルムで開かれた社会主義インターナショナル大会で休憩していた際、記者室に顔を出したブルーノ・ピッターマン会長に「日本の社会党は社会主義インターへの参加資格は無いのだと伝えてくれ」と言われ、理由を尋ねると「社会主義インターは、自由主義を通じ民主体制を守る集団で、革命を目指す共産党は敵だ。その敵と常時組んでいる政党はインターに参加する資格は無い」と言われた。